# Université d'Aix-Marseille
Pour les articles homonymes, voir AMU.
Cet article concerne l'université réunifiée d'Aix-Marseille. Pour les universités d'avant la fusion, voir Université de Provence Aix-Marseille I, Université de la Méditerranée Aix-Marseille II et Université Aix-Marseille-III.
L'université d'Aix-Marseille est une université française généraliste, implantée à Marseille et à Aix-en-Provence, possédant également des implantations dans d'autres villes de la région Provence-Alpes-Côte d'Azur.
Trouvant son origine en 1409, elle est recréée en 2012 par la fusion des trois universités mises en place au début des années 1970 en application de la loi Faure. Elle est membre du projet d'université européenne CIVIS et de UDICE depuis 2019.

## Histoire

### 1409-1793: université d'Ancien Régime
En 1409, Louis II d'Anjou, comte de Provence, fonde l'université d'Aix, confirmée par une bulle du pape Alexandre V. Elle est administrée par l'archevêque, en tant que chancelier de l'université, et un recteur.
La création au XVIe siècle du Parlement d'Aix a pour effet d'augmenter le nombre d'étudiants en droit. En 1543, la ville d'Aix transforme son école municipale en collège. Celui-ci fait alors office de faculté des arts. En 1557, la faculté d'art médical est établie : l'université d'Aix comporte alors toutes les facultés. Cependant, la faculté de droit reste la plus importante et, jusqu'à la fin de l'Ancien Régime, l'université reste dirigée par des juristes.
En 1793, l'université d'Aix est supprimée par la Convention, en même temps que les autres universités de France. Au cours de cette période, plusieurs personnalités importantes telles que Pierre Gassendi, Charles Annibal Fabrot et Jacques Daviel ont enseigné à l'université d'Aix.

### 1804-1968: l'époque facultaire

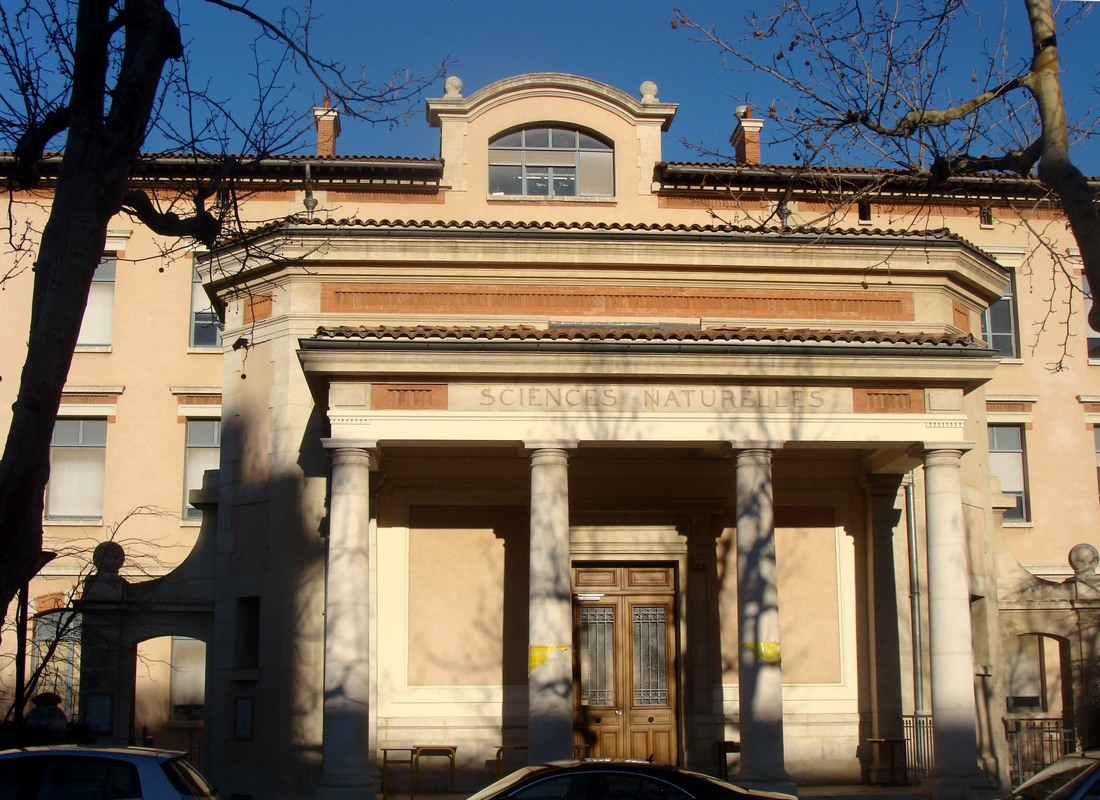
Un des bâtiments construits sur le site de Saint-Charles entre 1911 et 1914.

En 1804, Napoléon décide de la création d'écoles de droit dans douze villes du pays, dont Aix. L'École de droit d'Aix bénéficie de la présence de grands juristes comme Jean-Étienne-Marie Portalis, auteur du Code Napoléon, Joseph Jérôme Siméon et Muraire. En 1808 est créée l'université impériale dont l'École de droit devient une faculté. La faculté de théologie est rétablie en 1809. En 1818, une école de médecine est créée à Marseille puis, en 1854 une faculté des sciences. La faculté des lettres, quant à elle, est créée en 1846 à Aix par une ordonnance de Louis-Philippe. Elle s'installe rue Gaston de Saporta, à côté de la faculté de droit (aujourd'hui l'IMPGT et l'IEP). Sous la Troisième République, le terme « université » désigne l'ensemble des facultés d'une académie. Celles-ci restent cependant autonomes les unes des autres.
La faculté de théologie est supprimée en 1885, en même temps que les autres facultés de ce genre en France.
Dès les années 1880, la faculté des sciences est trop à l'étroit dans ses locaux des Allées de Meilhan (haut de l'actuelle Canebière). La construction d'une nouvelle faculté est entreprise sur le plateau Longchamp, puis abandonnée. La municipalité décide alors de bâtir « une université complète » dans le quartier Saint-Charles, sur les terrains de l'ancien cimetière du Racati, fermé en 1876. Le projet est confié à Victor-Auguste Blavette en 1896. Ce n'est qu'en 1910 que le doyen Léon Charve parvient à lancer les travaux, mais pour seulement une faculté des sciences, Aix ayant fait opposition au projet d'implantation à Marseille du siège de l'académie. Et c'est finalement en 1919 que les trois instituts scientifiques (mathématiques et physique, chimie, sciences naturelles) s'installent dans les locaux de Saint-Charles.
Dans les années 1950, le développement de nouvelles disciplines d'enseignement, et surtout l'accroissement important du nombre des étudiants, provoque la construction de locaux nouveaux : à Aix sur l'avenue Robert-Schuman (bâtiment de lettres et droit en 1953-1954, puis un nouveau bâtiment dédié aux lettres et sciences humaines en 1966), à Marseille sur le site de Saint-Charles (le bâtiment 5). Puis sont créés à Marseille deux sites excentrés : Saint-Jérôme (dans le 13e arrondissement) et Luminy (9e arrondissement) qui se veut un « campus à l'américaine »[pas clair], modèle alors inconnu en France.
L'université d'Aix-Marseille compte alors plus de 40 000 étudiants.

### À partir de mai 1968: universités pluridisciplinaires
Après mai 68, la loi Faure redessine les universités en unités plus petites, mais sur le mode pluridisciplinaire.
À Aix-Marseille, les lettres et les sciences, disciplines considérées comme plutôt « progressistes », décident de s'unir (avec l'exception notable des scientifiques de Luminy), alors que les disciplines plus « traditionnelles » comme le droit et la médecine s'organisent de leur côté. Deux universités sont créées : l'université d'Aix-Marseille I (université de Provence) et l'université d'Aix-Marseille II (université de la Méditerranée à partir de 1994).
Cependant, en 1973, les enseignants plus conservateurs, sous la conduite du juriste Charles Debbasch, obtiennent auprès du ministère de l'Éducation nationale la création d'une troisième université, l'université Aix-Marseille-III (université Paul-Cézanne à partir de 2004). En plus du droit, celle-ci regroupe une partie des enseignements en sciences (la majorité du site de Saint-Jérôme) et en sciences économiques.
À partir de 2001, Jean-Hervé Lorenzi créé les annuelles Rencontres économiques d'Aix-en-Provence. Elles sont organisées dans les locaux de l'université et dans les locaux de Sciences Po Aix.

### 2007: fusion des universités marseillaises

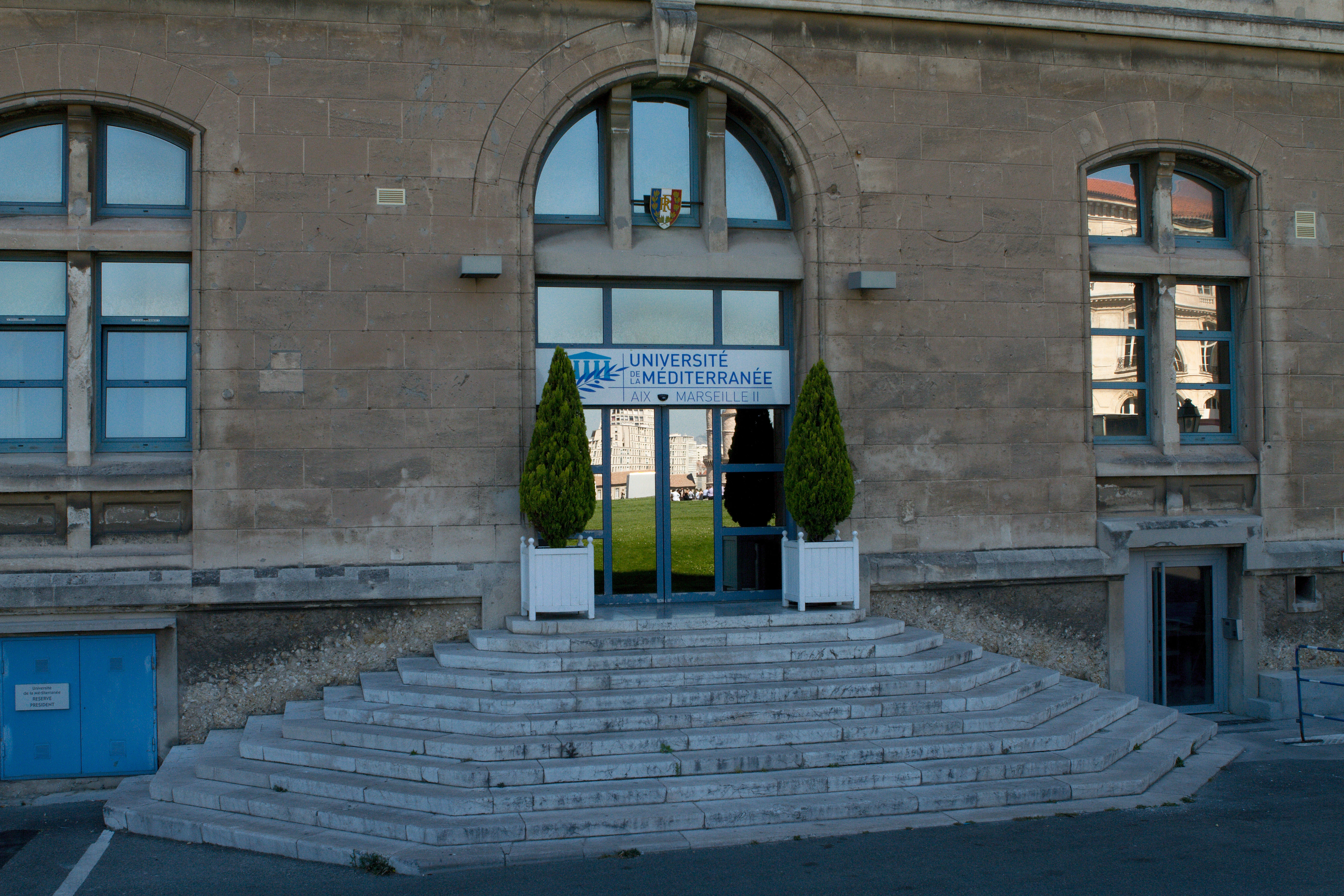
Le siège de l'université au Pharo à Marseille.

À partir de 2007, les trois universités d'Aix-Marseille entament un processus de rapprochement au sein du PRES « Aix-Marseille Université ». Selon Valérie Pécresse, alors ministre de l'Enseignement supérieur et de la Recherche, l'objectif est d'« atteindre la 26e place du fameux classement de Shanghai ».
Le PRES se concrétise par la présence d'un volet inter-universitaire dans les contrats d'établissements des universités, et la mise en place de groupes de travail thématiques pour accompagner le processus de fusion voté en 2010.
Ce processus aboutit à la réunification des trois universités, qui entre en vigueur le 1er janvier 2012,.
En novembre 2018, l'État et l'université se mettent d'accord pour transférer en 2019 la propriété des bâtiments de l’université, bâtiments dont la valeur estimée est comprise entre 500 et 750 millions d'euros.

## Campus

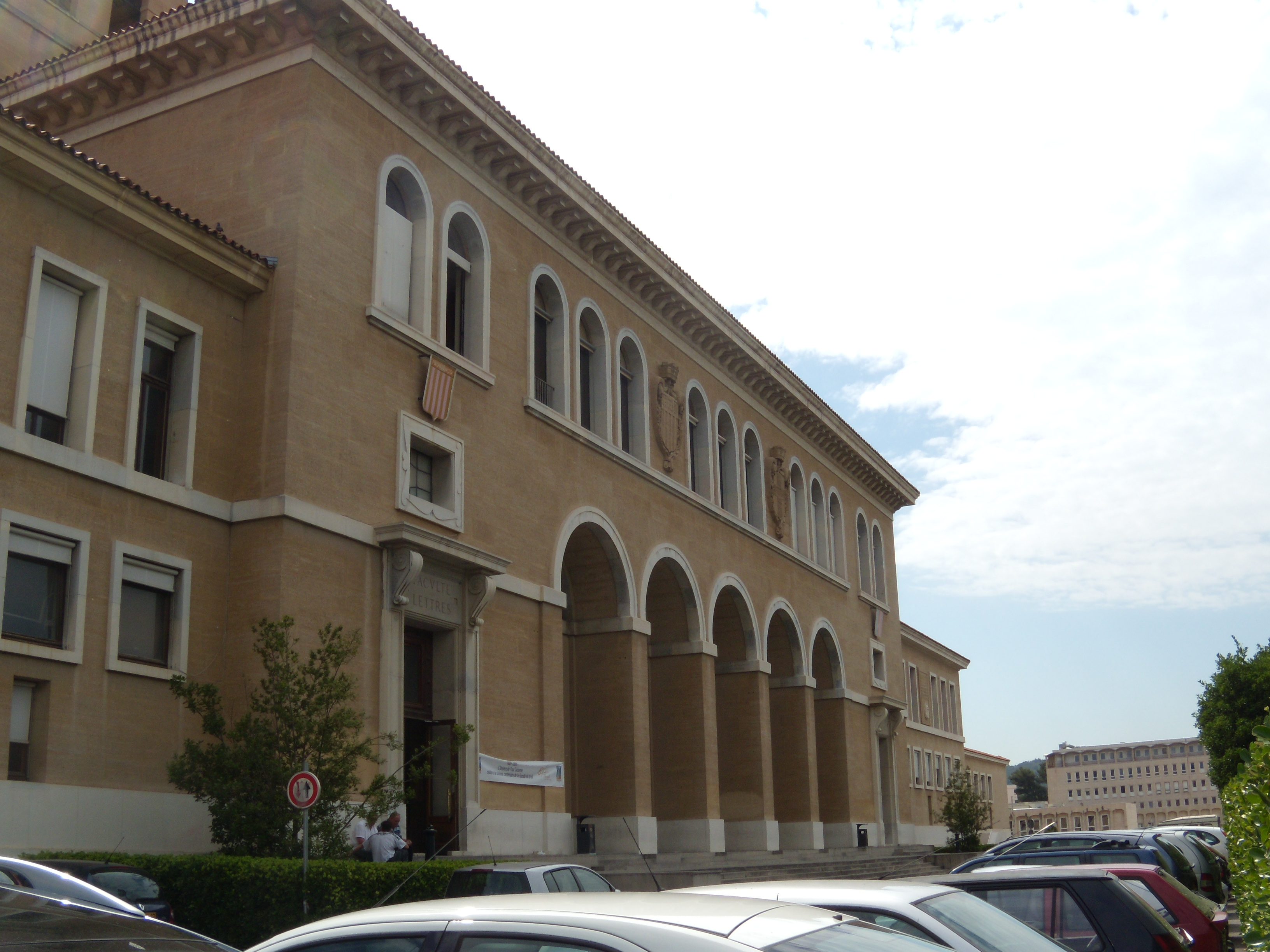
Le siège de la faculté de droit sur le campus d'Aix-en-Provence.

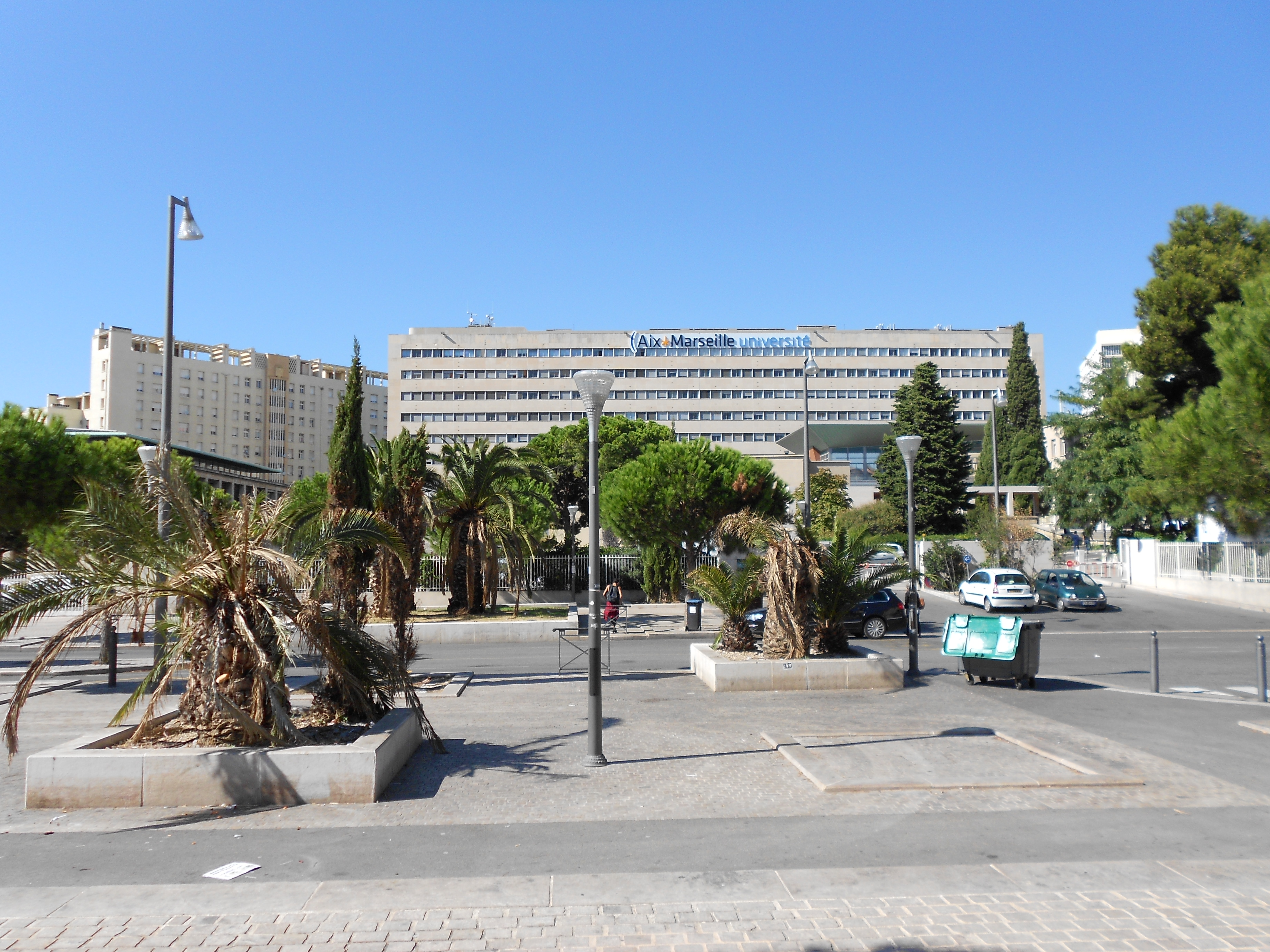
Campus Saint-Charles, 2015.

Aix-Marseille Université est organisée autour de cinq « campus administratifs » :
- Aix-en-Provence : sites du Quartier des facultés (lettres, droit, économie), Montperrin (droit, sciences), Centre-ville (management public, science politique, INSPÉ), Puyricard (IAE), Arbois (sciences) (30 000 étudiants[14]) ;
- Marseille Étoile : sites de Saint-Jérôme (sciences, IUT) et Château-Gombert (sciences) (4 500 étudiants[14]) ;
- Marseille Centre : sites de Saint-Charles (sciences, lettres), Canebière (droit, INSPÉ), Colbert (économie) (13 000 étudiants[14]) ;
- Marseille La Timone : faculté des sciences médicales (sites Nord et Timone) et EJCAM (14 000 étudiants[14]) ;
- Marseille Luminy : sciences, sciences du sport, Polytech Marseille, IUT et l'OSU Institut Pytheas (4 500 étudiants[14]).

L'université est également implantée à Arles (droit et IUT), Aubagne (sciences, arts et techniques de l'image et du son), Avignon (INSPÉ), Digne-les-Bains (IUT, ESPE), Gap (sciences du sport, économie, IUT), La Ciotat (IUT) et Salon-de-Provence (IUT) (5 200 étudiants dans ces sites).

## Gouvernance
L'université d'Aix-Marseille est un établissement public à caractère scientifique, culturel et professionnel dirigé, comme les autres universités en France par un conseil d'administration et un conseil académique élus tous les quatre ans. Le président de l'université est élu par le Conseil d'administration après chacun de ses renouvellements, il est rééligible une fois.
Le conseil d'administration de l'université d'Aix-Marseille a été élu les 28 et 29 novembre 2011. Il s'est réuni le 3 janvier 2012 et a élu Yvon Berland premier président de la nouvelle université. Il est assisté de 21 vice-présidents, et de 24 chargés de missions.
En janvier 2020, Yvon Berland cède sa place à la présidence de l'Université à Éric Berton,,,.
| Identité                     | Période      | Période      | Durée           |
| Identité                     | Début        | Fin          | Durée           |
| ---------------------------- | ------------ | ------------ | --------------- |
| Yvon Berland, (né en 1951)   | 2012         | janvier 2020 | 8 ans           |
| Éric Berton (d) (né en 1965) | janvier 2020 | En cours     | 5 ans et 6 mois |

## Composantes

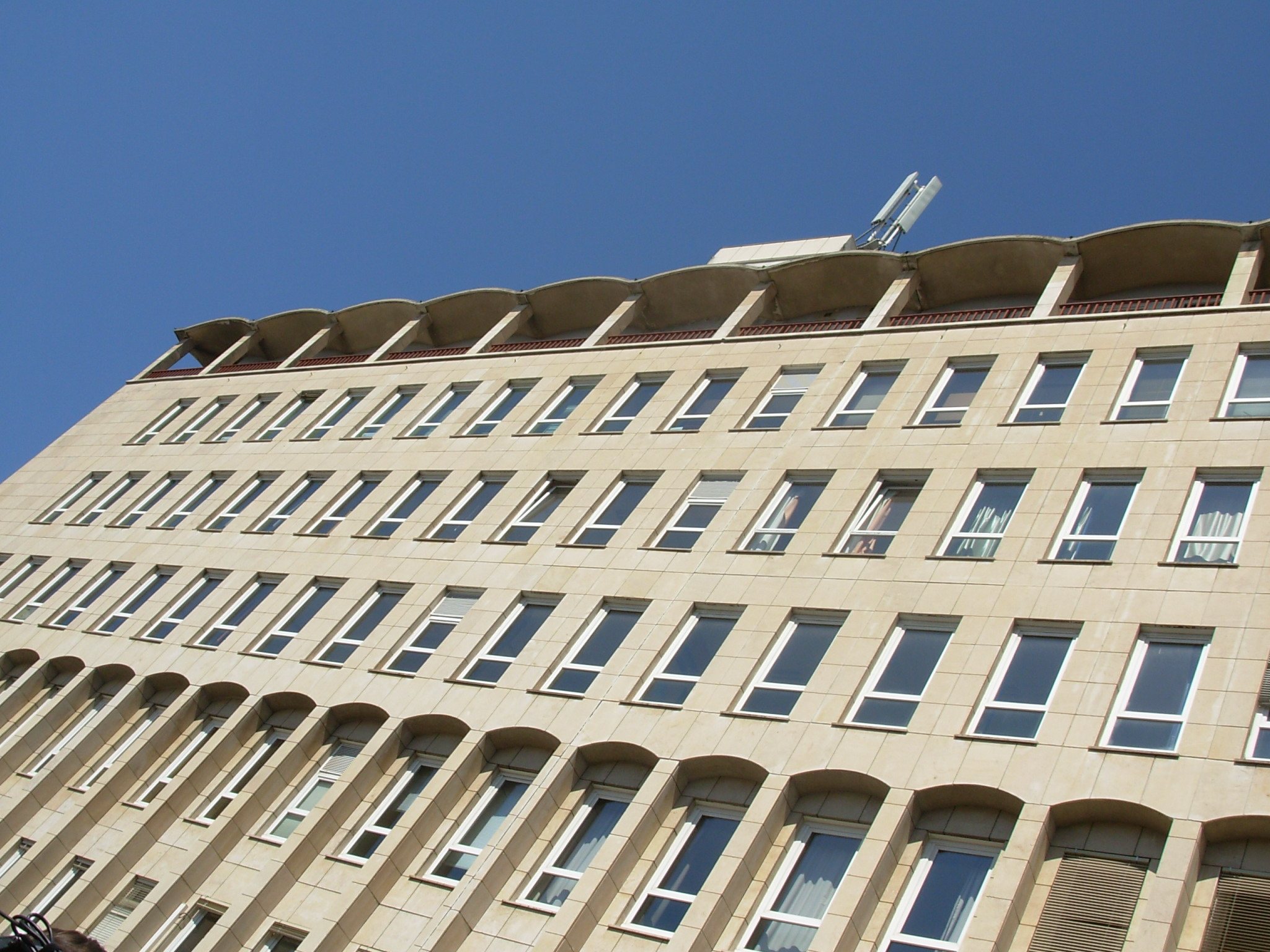
Le bâtiment principal de la faculté de lettres et sciences humaines sur le campus d'Aix-en-Provence.

Comme toutes les universités françaises, celle d'Aix Marseille est organisée avec, d’une part les unités de formation et de recherche (UFR) et d’autre part les « instituts et écoles ».
Les composantes de l’université sont regroupées en six secteurs:

### Arts, lettres, langues et sciences humaines
- Faculté des arts, lettres, langues, sciences humaines (ALLSH)
- Centre de formation des musiciens intervenants (CFMI)
- Maison méditerranéenne des Sciences de l'homme (MMSH)

### Droit et sciences politiques
- Faculté de droit et de science politique (FDSP)
- Institut de management public et gouvernance territoriale (IMPGT)

### Économie et gestion
- École de journalisme et de communication d’Aix-Marseille (EJCAM)
- Faculté économie et gestion (FEG)
- Institut d’administration des entreprises (IAE)[27]
- Institut régional du travail (IRT)

### Santé
- Faculté de pharmacie (PHARMA)
- Faculté des sciences médicales et paramédicales (SMPM)

### Sciences et technologies
- Faculté des sciences (FDS)
- Faculté des sciences du sport (FSS)
- Polytech Marseille
- Institut Pythéas (Observatoire des sciences de l'univers)

### Composantes pluridisciplinaires
- Institut national supérieur du professorat et de l'éducation d'Aix-Marseille (INSPÉ)
- Institut universitaire de technologie d’Aix-Marseille (IUT)

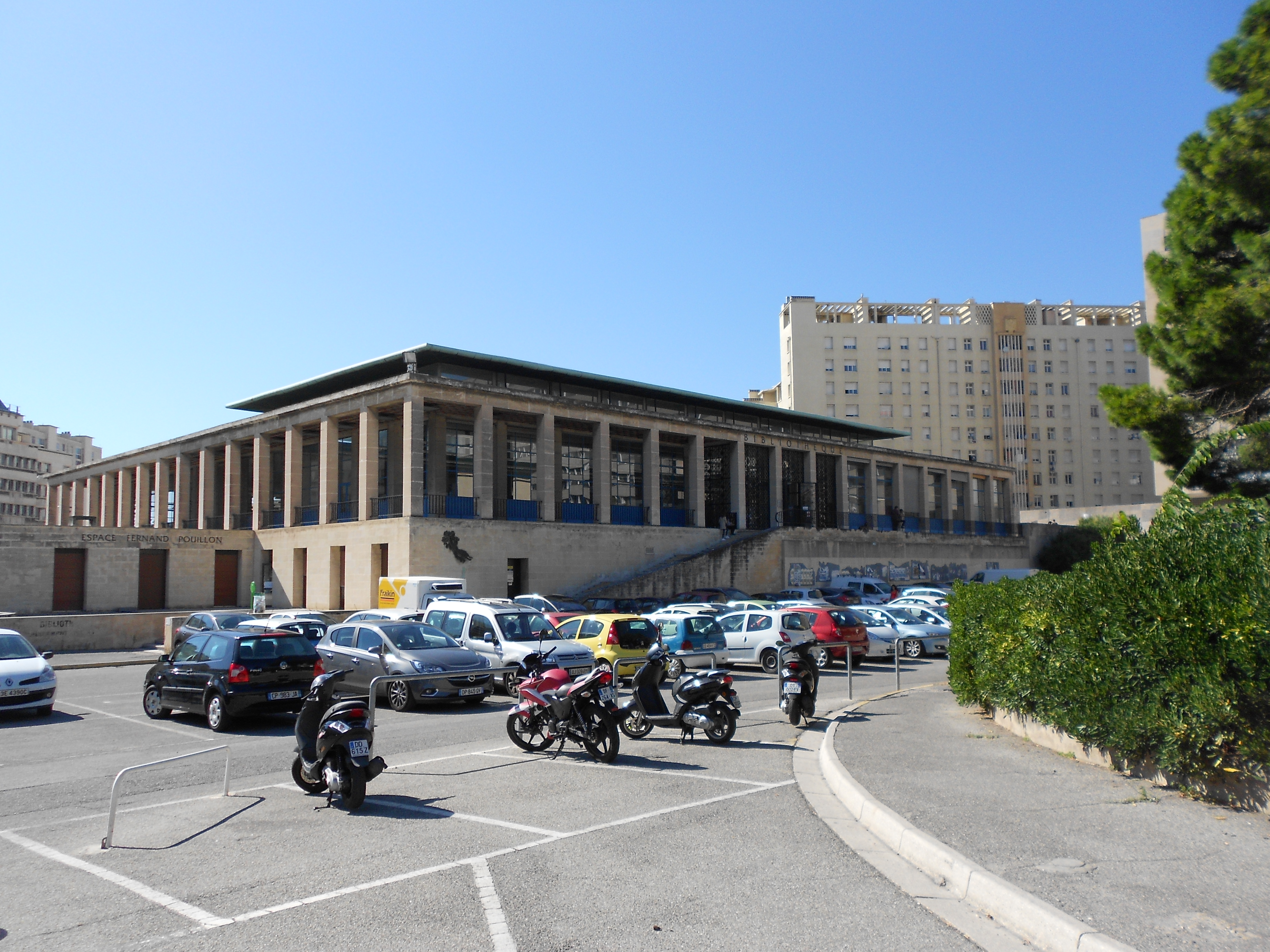
La bibliothèque du campus de Marseille Saint-Charles, 2015.

## Vie étudiante

### Évolution démographique
Évolution démographique de la population universitaire 
| 2012   | 2013   | 2014   | 2015   | 2016   | 2017   | 2018   | 2024   |
| ------ | ------ | ------ | ------ | ------ | ------ | ------ | ------ |
| 60 648 | 59 158 | 60 154 | 62 648 | 63 482 | 63 447 | 69 521 | 80 000 |

### Vie culturelle
Cette section ne s'appuie pas, ou pas assez, sur des sources secondaires ou tertiaires indépendantes du sujet. Le texte peut contenir des analyses inexactes ou inédites de sources primaires.
Pour l'améliorer, ajoutez-en, ou placez des modèles {{Source secondaire souhaitée}} ou {{Source secondaire nécessaire}} sur les passages mal sourcés. (décembre 2022)
L'université d'Aix-Marseille dispose depuis 2015 de son orchestre symphonique, baptisé OSAMU. Elle s'est également dotée en 2016 d'un ensemble de jazz, le Big Band d'AMU. La chorale Choramu vient compléter ce dispositif artistique.
Le théâtre Antoine-Vitez est hébergé sur le campus des Lettres à Aix-en-Provence. Il propose une programmation contemporaine, ouverte au grand public, et des ateliers de formation pour les étudiants. En janvier 2019, le théâtre rejoint le Cube, un nouveau bâtiment au cœur du site Schuman Lettres.
En 2018, Véronique Asencio, danseuse et chorégraphe, ouvre la compagnie universitaire de danse Danse'AMU, en partenariat avec la compagnie du Pavillon Noir, le Ballet Preljocaj.

### Vie associative
130 associations étudiantes sont présentes sur les différents campus de l'université. L'université soutient son tissu associatif en apportant une aide logistique et/ou financière aux initiatives en faisant la demande[source secondaire souhaitée].

### Vie sportive
Le SUAPS (Service Universitaire des Activités Physiques et Sportives) propose un très large choix de sport individuels et collectifs.
Les activités sportives peuvent être prises en compte pour certains examens universitaires dans le cadre de la préparation d’un diplôme national.

## Regroupements et partenariats

### Association Aix-Marseille Provence Méditerranée (AMPM)
Il s'agit d'un regroupement d'établissements d'enseignement supérieur, qui rassemble Aix Marseille Université, les universités d’Avignon et de Toulon, l’école centrale de Marseille, et l’institut d’études politiques d’Aix-en-Provence (Sciences Po Aix).

### CIVIS
Alliance universitaire rassemblant Aix-Marseille Université, l'Université nationale et capodistrienne d’Athènes (Grèce), l'Université Libre de Bruxelles (Belgique), l'Université de Bucarest (Roumanie), l'Université autonome de Madrid (Espagne), l'Université La Sapienza de Rome (Italie), l'Université de Stockholm (Suède), et l'Université Eberhard Karls de Tübingen (Allemagne) créée en 2019 pour former l'université européenne CIVIS,.

### Institut WUT-AMU
L'Institut WUT-AMU a été créé en février 2019 par Aix-Marseille Université en partenariat avec l’Université de Technologie de Wuhan dans le campus de WUT en Chine. La formation de l'institut est concentrée sur la science de la vie et la biopharmacie. Les diplômés obtiennent les diplômes des deux universités après avoir validé leurs études.

## Recherche
Avec près de 3 000 enseignants chercheurs, 110 unités de recherche, neuf structures fédératives, dix laboratoires d’excellence, et plus de 6 500 publications scientifiques par an, Aix Marseille Université fait partie des 18 universités de recherche intensive en France. La recherche est organisée en cinq grands secteurs : arts, langues, lettres et sciences humaines (29 % des laboratoires), Droit et Sciences Politiques (10 %), Économie et Gestion (4 %), Santé (17 %) et Sciences et Technologies (40 %).

### Fondation
La Fondation A*MIDEX gère les fonds alloués au titre du projet d'initiative d'excellence (IDEX) A*MIDEX, (26 millions d'euros par an), destinés au financement de projets de recherche, de formation et de valorisation[source secondaire souhaitée].
En 2016, AMU a obtenu la pérennisation de cette dotation, à l'instar des universités de Bordeaux et Strasbourg.

### Classements
|                        | 2012    | 2013    | 2014    | 2015    | 2016    | 2017    | 2018    | 2019    | 2020    | 2021    | 2022    |
| Shanghai (mondial)     | 101-150 | 151-200 | 101-150 | 101-150 | 101-150 | 101-150 | 101-150 | 101-150 | 101-150 | 101-150 | 101-150 |
| QS (mondial)           |         |         | 224     | 206     | 361     | 411     | 411     | 453     | 491     | 501-510 |         |
| CWUR (mondial)         |         |         | 224     | 206     | 151     | 150     | 138     | 151     | 157     | 157     |         |
| CWUR (national)        |         |         | 6       | 6       | 7       | 7       | 8       | 9       | 9       | 9       |         |
| REUTERS (mondial)      |         |         |         | 97      | 97      |         | nc      | 96      |         |         |         |
| REUTERS (européen)     |         |         |         |         |         | 35      | nc      | 50      |         |         |         |
| Times higher education |         |         |         |         | 251-300 | 301-350 | 251-300 | 301-350 | 301-350 | 301-350 |         |

Aix-Marseille université est en général classée dans les dix premières universités françaises. Ainsi le classement CWUR la classe sixième, après Paris-Sud, Paris-Pierre et Marie Curie (UMPC), Paris 7 et Strasbourg. Le classement de Shanghai la positionne en 4e place (si on ne compte pas l'ENS), derrière UMPC, Paris-Sud et Strasbourg.
Le classement de Shanghaï la classe dans les 100 à 150 meilleures universités mondiales en 2017.

### Écoles doctorales
Les douze écoles doctorales de l'université ont la charge du suivi des étudiants en troisième cycle universitaire et la gestion des habilitations à diriger des recherches. Elles sont regroupées au sein d'un Collège doctoral.
- Sciences économiques et de gestion (ED 372)
- Sciences juridiques et politiques (ED 067)
- Cognition, langage et éducation (ED 356)
- Espaces, cultures, sociétés (ED 355)
- Langues, lettres et arts (ED 354)
- Mathématiques et informatique (ED 184)
- Physique et sciences de la matière (ED 352)
- Sciences chimiques (ED 250)
- Sciences de l'environnement (ED 251)
- Sciences de la vie et de la santé (ED 062)
- Sciences du mouvement humain (ED 463)
- Sciences pour l'ingénieur : mécanique, physique, micro et nanoélectronique (ED 353)

Plus de 600 thèses sont soutenues par an. Depuis le 1er janvier 2011, le dépôt des thèses se fait de manière électronique.

### Relations internationales
L'université est membre de l’Université de l'Arctique. UArctic est un réseau international d’universités, d’instituts de recherche et d’organisations ayant pour but de promouvoir, coordonner et soutenir la recherche ainsi que l’éducation en régions arctiques.

### Controverses
En 2022, l'université a missionné un groupe d'experts internationaux pour examiner 8 publications de l'IHU Méditerranée Infection suspectées de fraude. L'IHU était dirigé par Didier Raoult au moment de leur réalisation. Le rapport n'a pas été rendu publique avant 2024, lorsque le lanceur d'alerte Fabrice Frank a découvert son existence et a sollicité la commission d'accès aux documents administratifs pour forcer sa publication. Le rapport exprime notamment des préoccupations concernant « la gouvernance en place à l’IHU et à l’université concernant les mécanismes d’évaluation éthique et la manière dont les chercheurs sont formés, accompagnés et surveillés »,.